# Alchemilla schmidelyana
Alchemilla schmidelyana é uma espécie de rosácea do gênero Alchemilla, pertencente à família Rosaceae.